# 안정훈 (1997년)
안정훈(1997년 9월 22일 ~ )은 대한민국의 배우이다.

## 학력
- 동국대학교 연극학부

## 드라마
- 2018년 Mnet 드라마 《에이틴》- 남지우 역
- 2019년 MBC 드라마 《슬플 때 사랑한다》- 강인상 역
- 2019년 Mnet 드라마 《에이틴 2》- 남지우 역
- 2019년 웹드라마 드라마 《꽃길로22》- 서주혁 역
- 2020년 와이낫미디어 드라마 《인턴Z》- 박제진 역
- 2021년 MBC 드라마 《러브씬넘바》- 도한울 역
- 2021년 tvN 드라마 《지리산》
- 2022년 TVING 드라마《장미맨션》- 송지석 역